# Родевич, Михаил Васильевич
Михаил Васильевич Родевич (бел. Міхаіл Васілевіч Радзевіч; 14 октября 1838, Мозырь, Минская губерния — 1919, Митьки, Минская губерния) — педагог, литературный и театральный критик, историк, публицист, этнограф.

## Биография
Из семьи священника. Закончил Петербургскую духовную семинарию, учился в Петербургской духовной академии и Петербургском университете.
В 1862 году получил свидетельство на звание учителя русского языка и словесности. С 1863 года домашний учитель пасынка Ф. М. Достоевского П. И. Исаева. Достоевский упоминает его в письмах. Пасынку он пишет в январе 1864 года: «…Надеюсь, впрочем, на твоё доброе сердце и на Михаила Васильевича, житьё с которым, верно, принесёт тебе хоть какую-нибудь пользу <…> пользуйся почаще обществом и разговором Михаила Васильевича…». Но вскоре отношения между Родевичем и Достоевским разрываются, по мнению литературоведа В. С. Нечаевой, «в большой степени отрицательными свойствами посредника между ними — П. Исаева, которые не раз разоблачили и Ф. М. и А. Г. Достоевские. Но сыграло здесь роль и оскорблённое самолюбие Родевича, возмущённого возведённым на него обвинением, и обострённая мнительность Достоевского…». Родевич и Достоевский обмениваются негодующими письмами в адрес друг друга.
Некоторые исследователи творчества Достоевского считают, что Родевич послужил прототипом Михаила Ракитина в романе «Братья Карамазовы».
С 1864 года преподаватель и инспектор виленских народных училищ. С 1873 года в Министерстве народного просвещения в Петербурге, в 1889—1894 годах начальник Варшавской учебной дирекции.
В 1894 году вышел в отставку, жил в имении Митьки на Мозырщине в Беларуси. В 1909 году в связи с отлучением Льва Толстого от церкви послал ему письмо и стихи, благосклонно встреченные писателем.

## Научно-литературная деятельность
В педагогике приверженец идей К. Д. Ушинского (статья «Цветы на могилу К. Д. Ушинского»(1896).
В 1860-е гг. сотрудничал с журналами «Время», «Искра», «Русская сцена», выступая как публицист и театральный критик. Автор статей на социальные темы — «О связи проституции с буржуазным общественным строем», «О ненормальном положении женщины», «О происхождении нищенства и беспомощности частной филантропии», «О вредной полицейской обстановке в современной школе, разлагающей нравственность учеников», «Купцы — реформаторы гимназий», «Женские типы русской драмы», «В народной школе», «Старомядельские легенды», «Белорусские народные школы» и др. Псевдонимы: Обыкновенный наблюдатель; Р. Д. Ч.; Р-ч, М. В.
Выпустил книги «Наша общественная нравственность», «Новый Митрофан», «Черты послепетровской русской истории». Автор комедии «Мещанская невеста».